# Liedberg

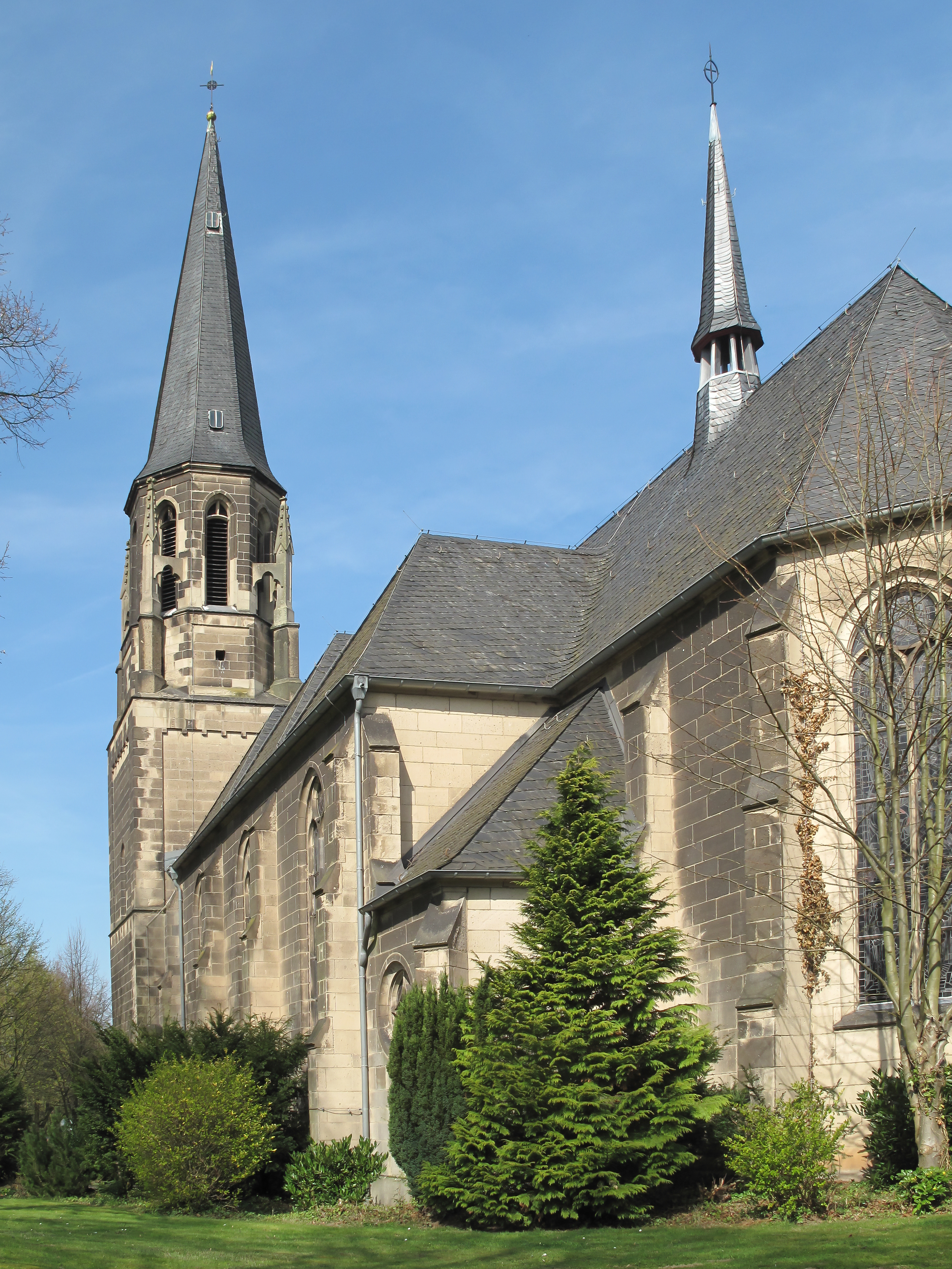
Kerk: die katholische Pfarrkirche Sankt Georg

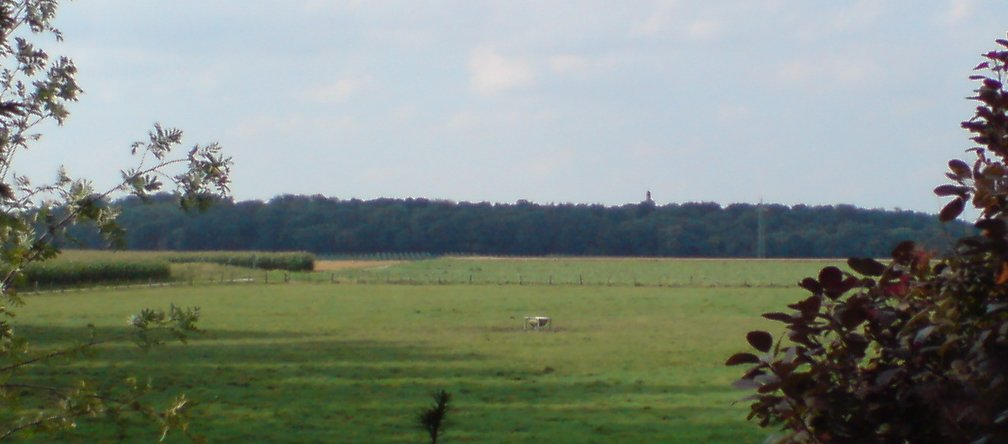
Gezicht op de Liedberg vanuit het zuiden (Rubbelrath)

De Liedberg is sinds de gemeentelijke herindeling van 1975 een district van de stad Korschenbroich in de Rhein-Kreis Neuss.

## Locatie
Liedberg ligt aan de noordzijde van de gelijknamige kwartsietkoepel Liedberg. De Liedberg is het oudste natuurlijke en culturele erfgoed van de Rhein-Kreis Neuss. De Liedberg ontstond ongeveer een miljoen jaar geleden en is met een hoogte van 56 meter een van de hoogste toppen in de Nederrijnse laagvlakte. Er werden hier stenen werktuigen uit de oude steentijd gevonden. Op de top van de met haag beboste heuvels ligt het voormalige Keur-Keulse slot Liedberg, een typisch heuvelfort. Naast Kleef en Wassenberg kent Liedberg het enige heuvelkasteel in het Nederrijnse gebied.

## Geschiedenis

### Middeleeuwen
In 1100 wordt het kasteel van de adellijke heren van Liedberg voor het eerst werd genoemd. Later diende dit heuvelfort als zetel voor een Keur-Keulse ambtman. Tot het Keur-Keulse ambt Liedberg telden onder meer de plaatsen Kaarst, Holzheim, Frimmersdorf, Gindorf en Gustorf.